# Сингасари (храм)

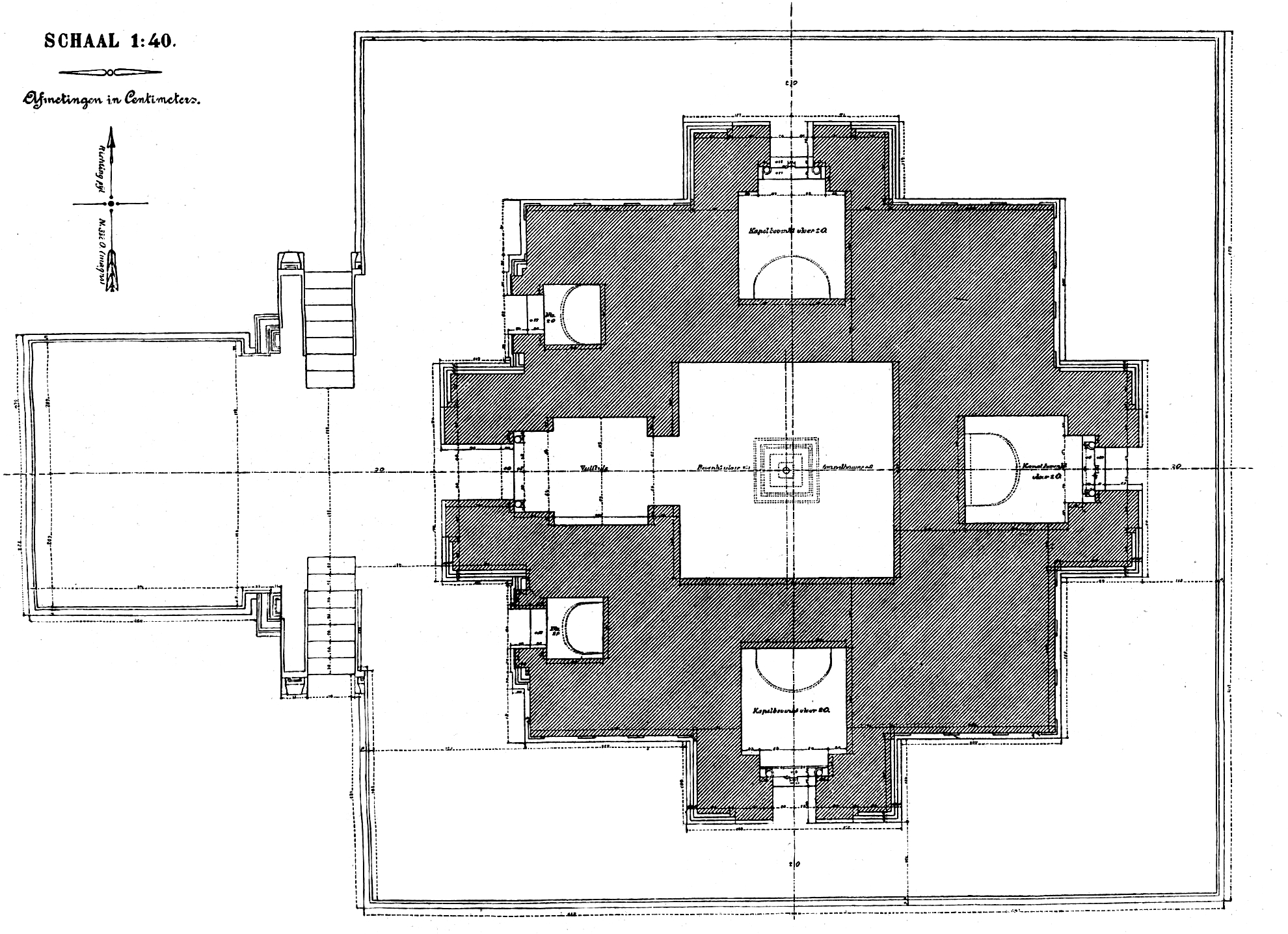
План (ок. 1901 г.)

Сингхасари или Чанди Сингхасари — синкретический индуистско-буддийский храм XIII в., расположенный в районе Сингосари, округа Маланг провинции Восточная Ява в Индонезии.

## Расположение
Храм расположен на Джалан Кертанегара, деревня Кандиренгго, район Сингосари, примерно в 10 км к северу от города Маланг, в долине между двумя горными хребтами, Тенгер- Бромо на востоке и Арджуно-Велиранг на западе, на высоте 512 метров над уровнем моря. Храм ориентирован на северо-запад в сторону горы Арджуно. Он связан с историческим королевством Сингасари на Восточной Яве, так как место вокруг храма считается центром дворца королевства Сингхасари.

## История
Храм упоминается в яванской поэме Нанаракертагама в стихах 37: 7 и 38: 3, а также в надписи Gajah Mada, датированной 1351 годом и обнаруженной во дворе храма. Согласно этим источникам, храм является погребальным храмом короля Кертанагара (годы правления 1268—1292), последнего короля Сингхасари, убитого в 1292 году Джаякатвангом из Геланг-геланга, что привело к возникновению империи Маджапахит.
Незавершенное состояние храма можно видеть по незаконченной голове кала над его нижним входом. Храм обращен на северо-запад. Его нижний уровень характерен для шиваистских храмом, но у храма есть вторая целла на верхнем уровне, которая является буддийским посвящением.
К важным особенностям храма относятся:
- Пара колоссальных гигантских монолитных статуй Дварапала в качестве хранителя королевских кладбищ Сингасари.
- Хорошо вырезанная Кала на западной стороне верхней грани.
- Большая оригинальная статуя Шивы как Батара Гуру (или, возможно, Шивы как Агастьи) в нижней южной целле.

## Галерея

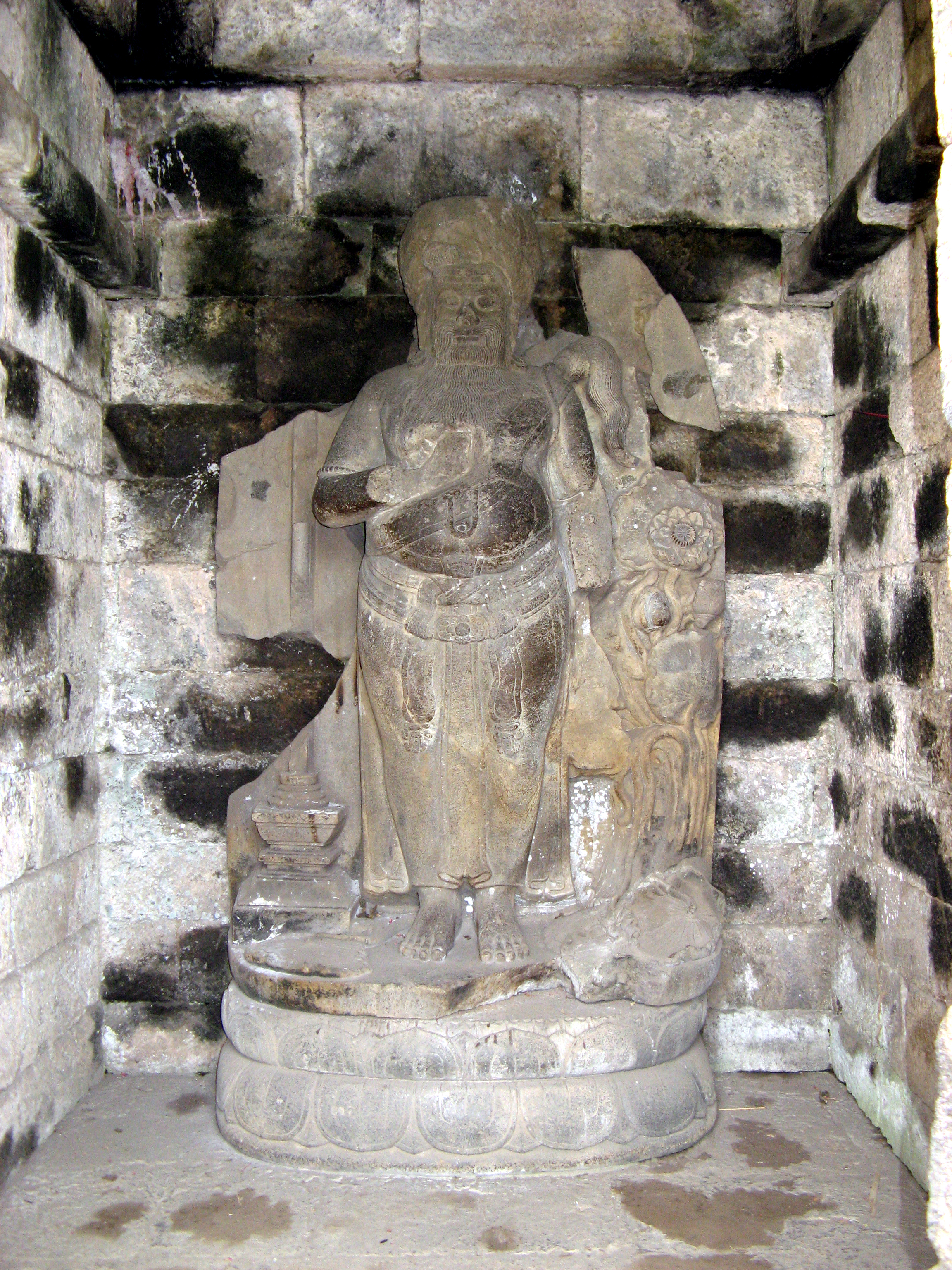
Шива как Батара Гуру или Риши Агастья, Сингасари
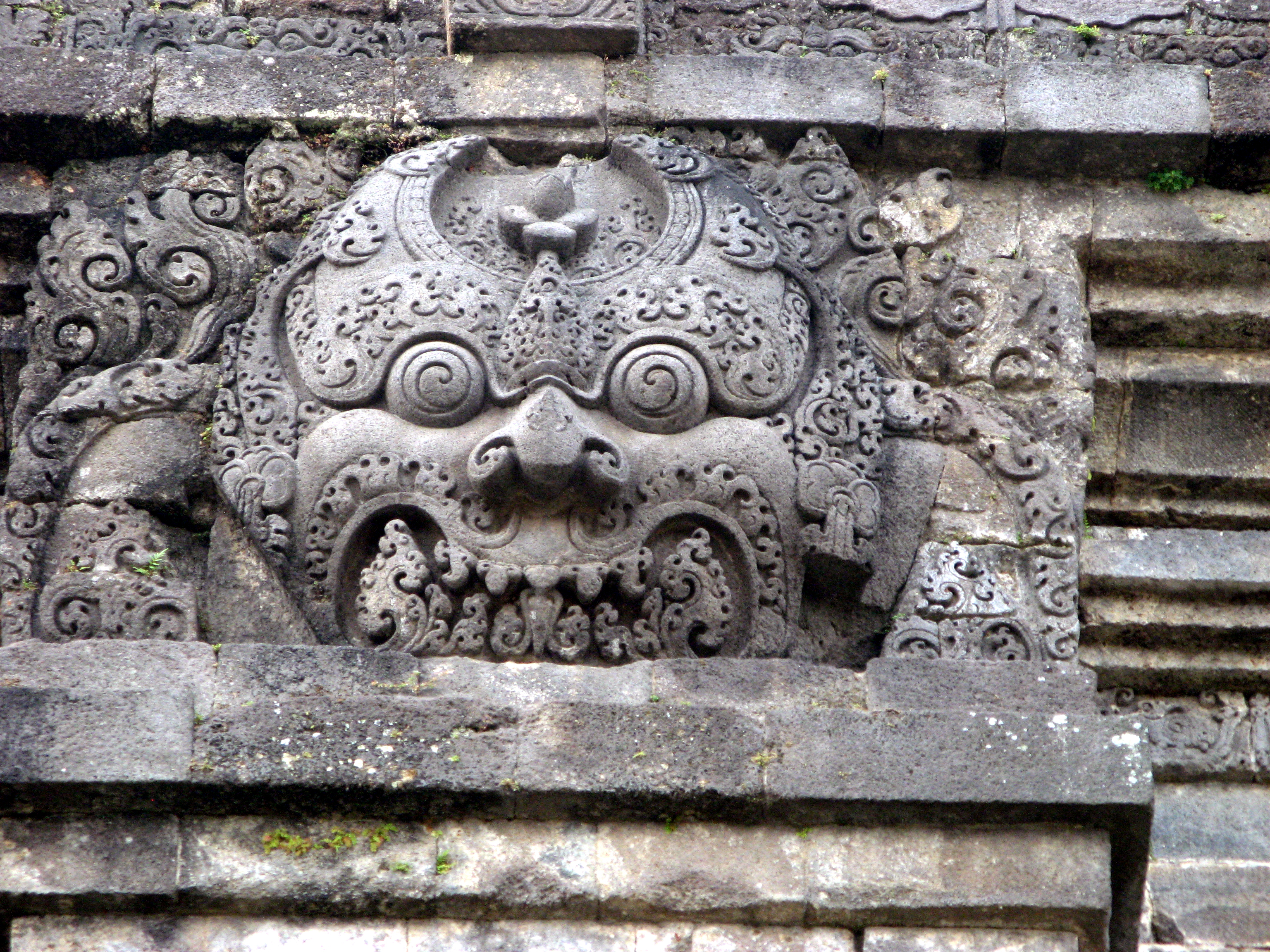
Голова Калы над входом в храм Сингасари
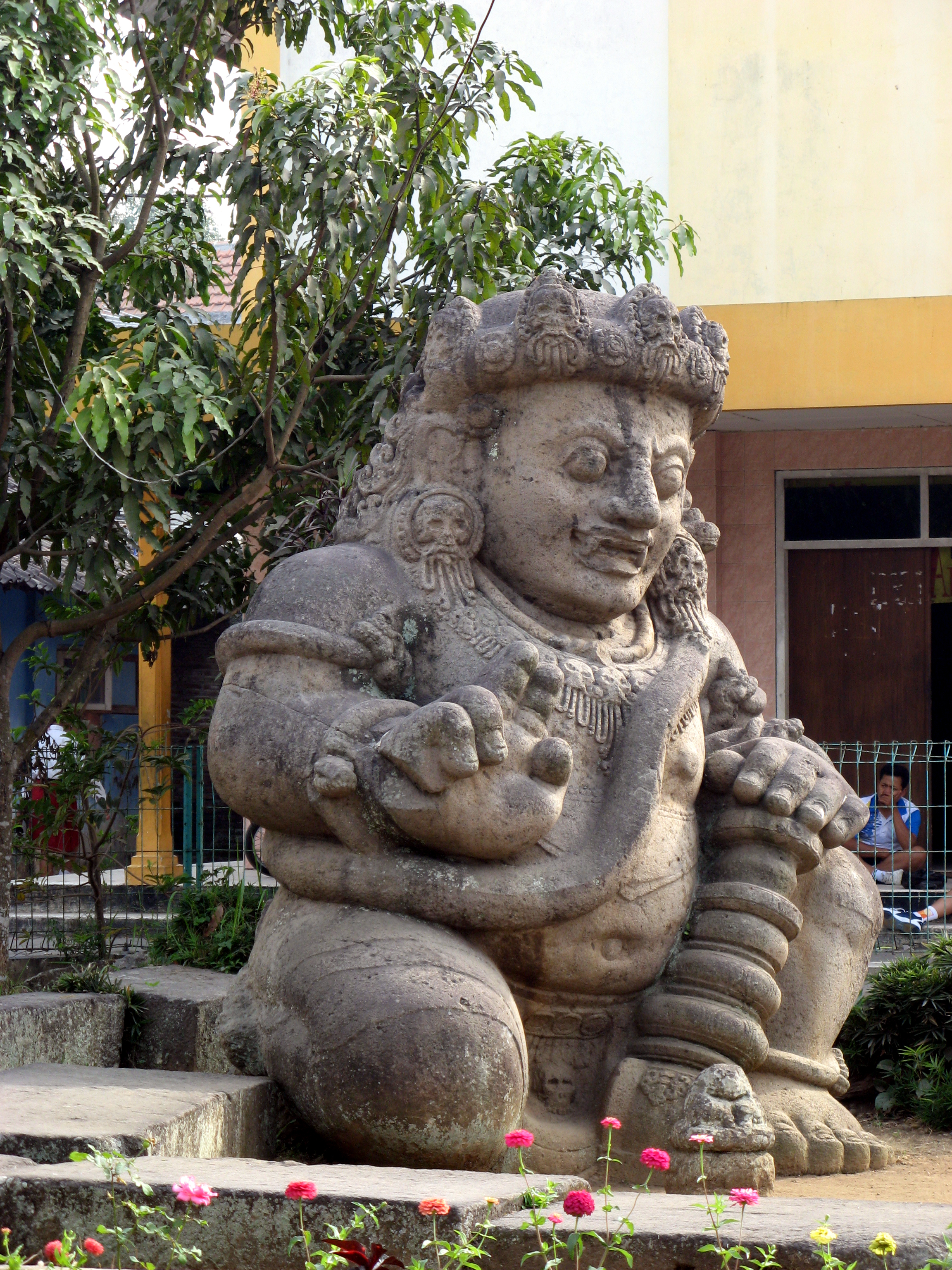
Один из пары дварапалов